# Halle Jean-Cochet
La Halle Jean-Cochet est un équipement sportif situé à Chartres, en France.

## Galerie

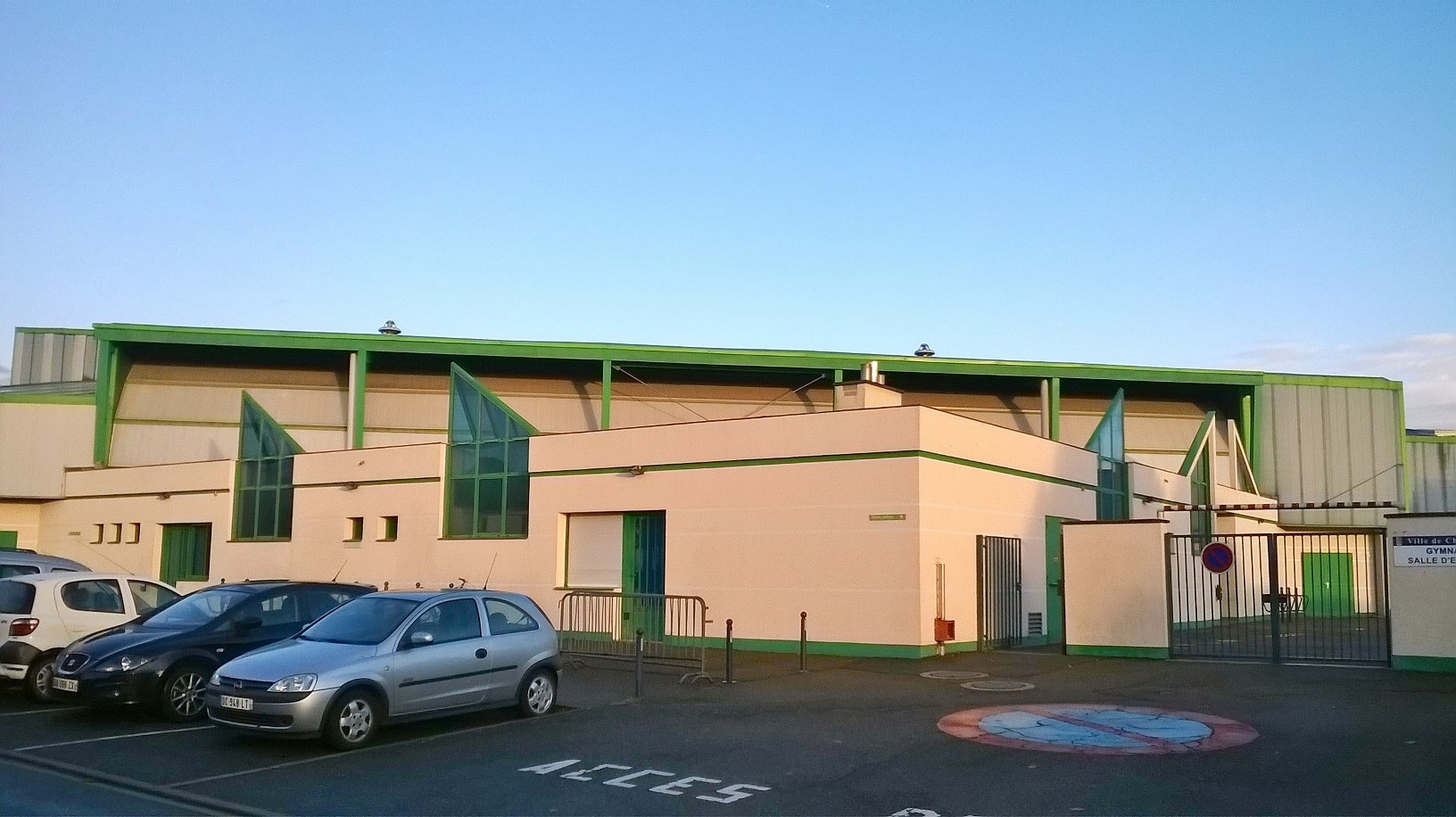
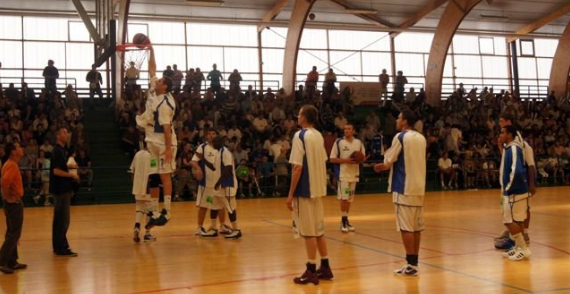
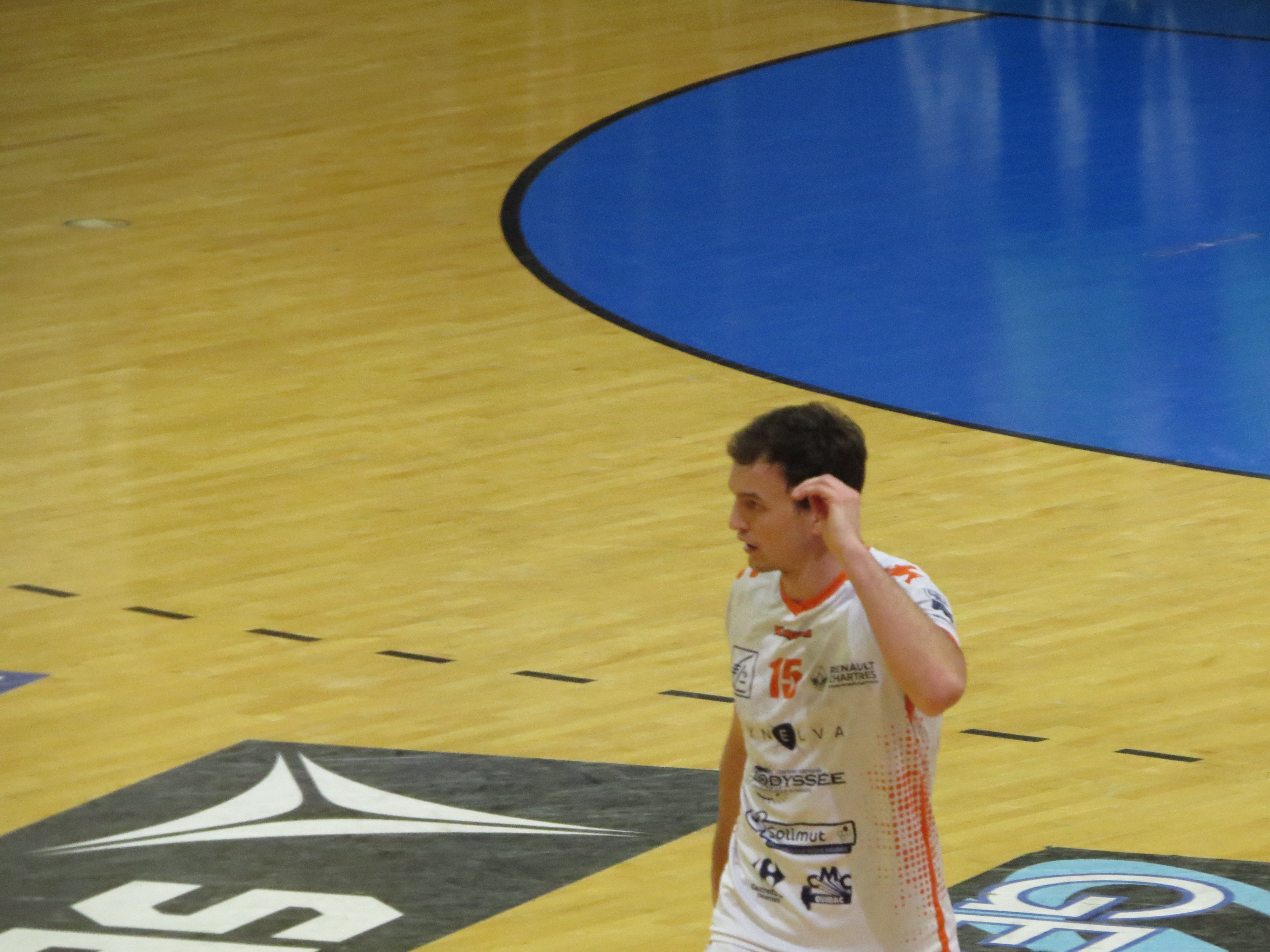

## Historique
Inaugurée en 1991, la Halle Jean-Cochet possède initialement une capacité de 1 200 places.
En 2015, lorsque le Chartres Métropole Handball 28 monte en première division nationale, la ville doit faire face au cahier des charges de la LNH. Avec un investissement de près de 530 000 € dans sa salle à l’intersaison, la ville met en place un nouvel éclairage, faisant passer l’exposition du sol de 800 à 1 200 lux. La sonorisation est également modernisée. La capacité de la salle reste identique mais le nombre de places assises passe de 760 à 1 010, la tribune mobile étant remplacée. Enfin, des panneaux LED font leur apparition autour du terrain et remplacent les anciens panneaux publicitaires. Avant chaque match, une équipe recouvre en pleine nuit le parquet vitrifié, aux multiples tracés, du revêtement caoutchouteux bleu, préconisé par la LNH.
En 2018, la montée en Pro B de l'Union Basket Chartres Métropole oblige à nouveau des aménagements selon le cahier des charges de la Fédération française de basket-ball : avec un marquage unique et les paniers fixés au sol. Les travaux à prévoir sont peu élevés, la halle Jean-Cochet ayant été rafraîchie lors de la montée en première division du Chartres Métropole Handball 28 en 2015. La mairie déclare le montant des modifications à « 40 000 euros. Les plus gros frais se concentrent sur les trois paniers de basket qui seront fixés au sol (un de rechange en cas de casse) et sur le changement du panneau d'affichage, qui profitera aux autres équipes qui évoluent à la halle Jean-Cochet (basket féminin, handball et volley). En revanche, les basketteurs chartrains peuvent continuer à évoluer sur le même parquet ».
En 2024, à la suite de l'inauguration du Colisée en centre-ville avec une capacité d'environ 4 000 places, les équipes professionnelles de handball et de basket-ball y déménagent, mais la Halle Jean-Cochet reste utilisée pour les équipes de jeunes notamment.

## Événements
La Halle accueille les rencontres à domicile de l'Union Basket Chartres Métropole, de l'Avenir Basket Chartres et du Chartres Métropole Handball 28 jusqu'en avril 2024 pour les équipes-premières.

## Environnement et accès

### Situation
La Halle Jean-Cochet se trouve à l'écart du centre-ville de Chartres en direction de Paris. Elle est proche de l'hippodrome de Chartres et du complexe aquatique L'Odyssée. Elle est enclavée dans le stade Jean-Gallet comprenant plusieurs terrains de football, un d'athlétisme et une piste de BMX.

### Desserte en transports
La Halle Jean-Cochet est accessible en transport en commun et notamment en bus et train. Elle est desservie par le réseau de bus Filibus et sa ligne 9, arrêt « Jean Gallet ».